# Cajus Bruun
Cajus Marius Zeuthen Bruun (født 25. februar 1866 i Gjøl, død 1. november 1919 i København) var en dansk skuespiller.
Han debuterede på Odense Teater i begyndelsen af 1888 og spillede derefter på forskellige provinsteatre, indtil han i 1901 kom til forskellige teatre i København; Casino, Dagmarteatret, Det ny Teater og på Det Kongelige Teater fra 1914 frem til sin død. Han debuterede på film hos Biorama i 1913, kort efter kom han til Nordisk Film.
Cajus var søn af godsforvalter Jens Severin Bruun og Caroline Marie Dorthea Dam. Den 24. december 1894 blev han gift med skuespillerinden Clara Bentzen (1859-1924). Sammen fik de bl.a. skuespilleren Angelo Bruun. Cajus døde den 1. november 1919 og ligger begravet på Gentofte Kirkegård.

## Filmografi
- Den store Gevinst (som proprietær Madsen; ubekendt instruktør, 1911)
- Det gamle Købmandshus (som købmand Clausen; instruktør August Blom, 1912)
- Den glade Løjtnant (som oberst Tillier; instruktør Robert Dinesen, 1912)
- De Tre Kammerater (instruktør August Blom, 1912)
- Shanghai'et (Eduard som Konsul Hansen + skibsreder Clausen; instruktør Schnedler-Sørensen, 1912)
- Guvernørens Datter (som Fyrst Sabinsky + general; instruktør August Blom, 1912)
- Manegens Stjerne (som Ritmester Trolle; instruktør Leo Tscherning, 1912)
- Historien om en Moder (instruktør August Blom, 1912)
- Lynstraalen (som Fabrikant Thorsen; instruktør Robert Dinesen, 1912)
- Springdykkeren (instruktør Robert Dinesen, 1912)
- Kommandørens Døtre (instruktør Leo Tscherning, 1912)
- Atlantis (som Friedrichs far; instruktør August Blom, 1913)
- Under Blinkfyrets Straaler (som fyrmester Fachen; instruktør Robert Dinesen, 1913)
- Fra Fyrste til Knejpevært (som den gamle fyrste; instruktør Holger-Madsen, 1913)
- Broder mod Broder (instruktør Robert Dinesen, 1913)
- Dramaet i den gamle Mølle (som Godsejer Bjørner; instruktør Robert Dinesen, 1913)
- Lykken svunden og genvunden (som rentier Esmarck, Antons onkel; instruktør Hjalmar Davidsen, 1913)
- Uden Fædreland (som Anselm Hirsch, juvelér; instruktør Holger-Madsen, 1914)
- Et Huskors (som hofjægermester Palle Bøgh; 1915)
- For Lykke og Ære (som departementschef Dupont; instruktør Robert Dinesen, 1915)
- Et Haremsæventyr (som James Morland, amerikansk millionær; instruktør Holger-Madsen, 1915)
- Kærlighedens Firkløver (instruktør Alfred Cohn, 1915)
- Mumiens Halsbaand (instruktør Robert Dinesen, 1916)
- Gengældelsens Ret (som konsul van Huysmann; instruktør Fritz Magnussen, 1917)
- Lægen (som Spinder Dawies, professor og læge; instruktør Fritz Magnussen, 1917)
- Natekspressens Hemmelighed (som Howard Seymor; ubekendt instruktør, 1917)
- Du skal ære - (som Gamle Gerner, tjener; instruktør Fritz Magnussen, 1918)
- Præsten fra Havet (som konsul Warming; instruktør Fritz Magnussen, 1918)
- Livets Stormagter (som Bankier von Goll; instruktør Alfred Cohn, 1918)
- Bajadser (som Giuseppe, krovært; instruktør Fritz Magnussen, 1919)
- Lykkeper (som konsul Lucian, matador; instruktør Fritz Magnussen, 1920)
- En Aftenscene (som Cosmos Medici, fyrste af Toscana; instruktør Fritz Magnussen, 1920)
- Scenens Børn (som fyrsten af Dorthein; instruktør Fritz Magnussen, 1920)
- Munkens Fristelser (som lensgreve Korff; instruktør Fritz Magnussen, 1921)
- Republikaneren (som rigskansleren grev Utzin; instruktør Martinius Nielsen, 1923)